# 定窑
定窑是宋代五大名窑之一，在宋代属定州境内，故名“定窑”。窑址位于现在的河北省曲阳县涧滋村、燕山村一带。
定窑创烧于唐代，经过五代，于北宋时达到鼎盛时期，在元代时雖生产，仍終止於元。以出产白瓷着称，胎薄而轻，质地坚硬，色泽洁白，不太透明，《归潜志》上说“定州花瓷瓯，颜色天下白”。 此外定窑也烧制黑釉、酱釉和绿釉等，分别称“黑定”、“紫定”、“绿定”。定窑虽然是民间瓷窑，但北宋中期之後由於品質精良、紋飾秀美為宮廷選中，也为宫廷烧造了大量瓷器，到了明清時代，評論宋代陶瓷，品評汝窯、官窯、哥窯、定窯和鈞窯為宋代五大名窯，可見得定窯瓷器之盛名。

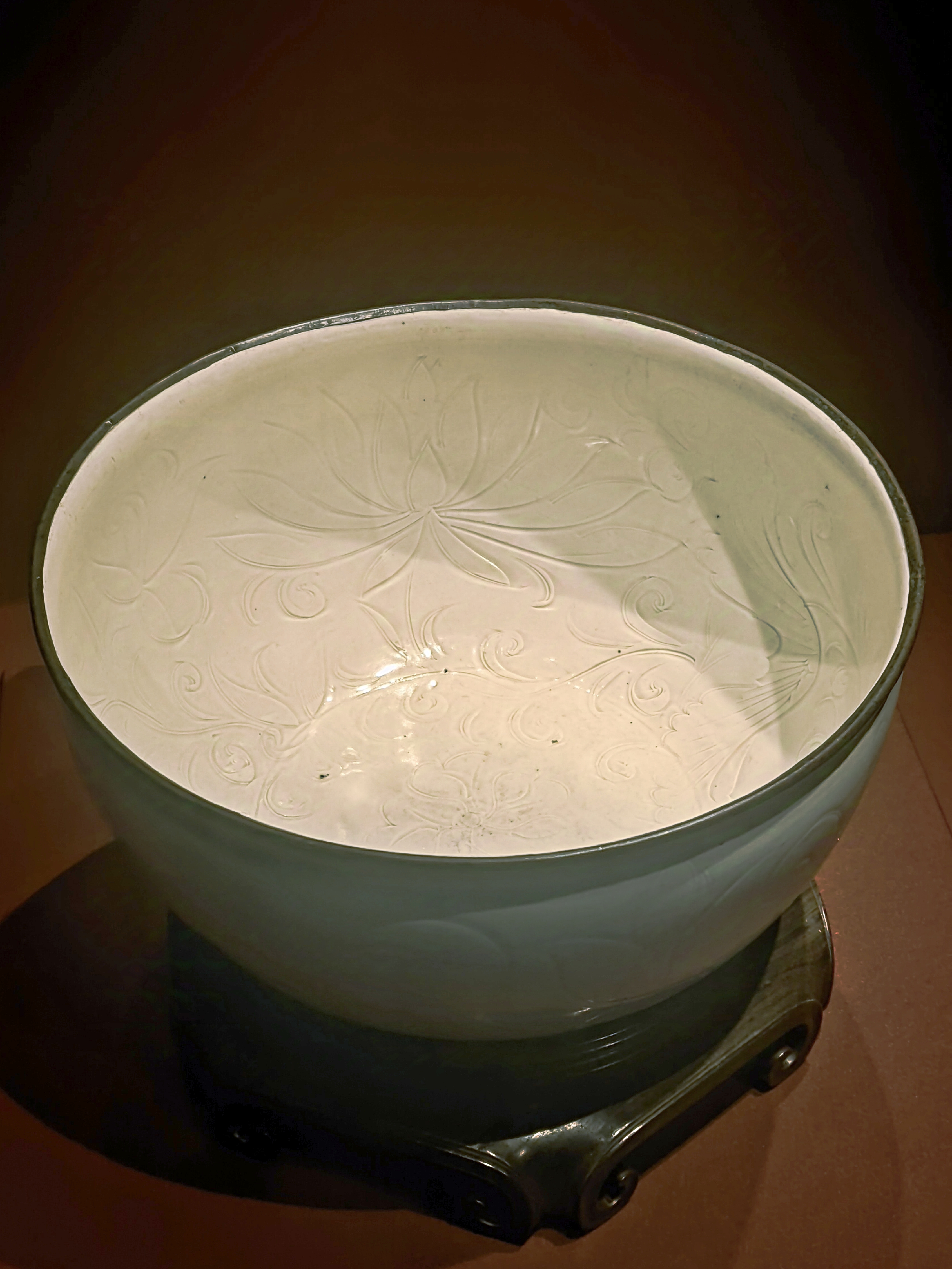
定窑白釉划莲花纹大碗

定窑遗址于1934年被北平大学教授叶麟趾先生发现，1941年日本陶瓷學者小山富士夫根據這一個線索，又對澗磁村進行了調查，證明澗磁村就是宋定窯白瓷的主要產地。50、60年代故宫博物院、河北省文物队曾对遗址进行过小规模发掘，在此基础上1985年进行了一次大规模发掘，发现了窑炉、料场、水井、沟、灶、灰坑等遗迹，出土瓷片达30多万片，1986年遗址被列为中国国家级文物保护单位。近几年来河北省投资近千万元对遗址进行保护，并准备申报世界文化遗产。